# Județul Cahul (interbelic)
Județul Cahul a fost o unitate administrativă de ordinul întâi din Regatul României, aflată în regiunea istorică Basarabia. Reședința județului era orașul Cahul.

## Întindere

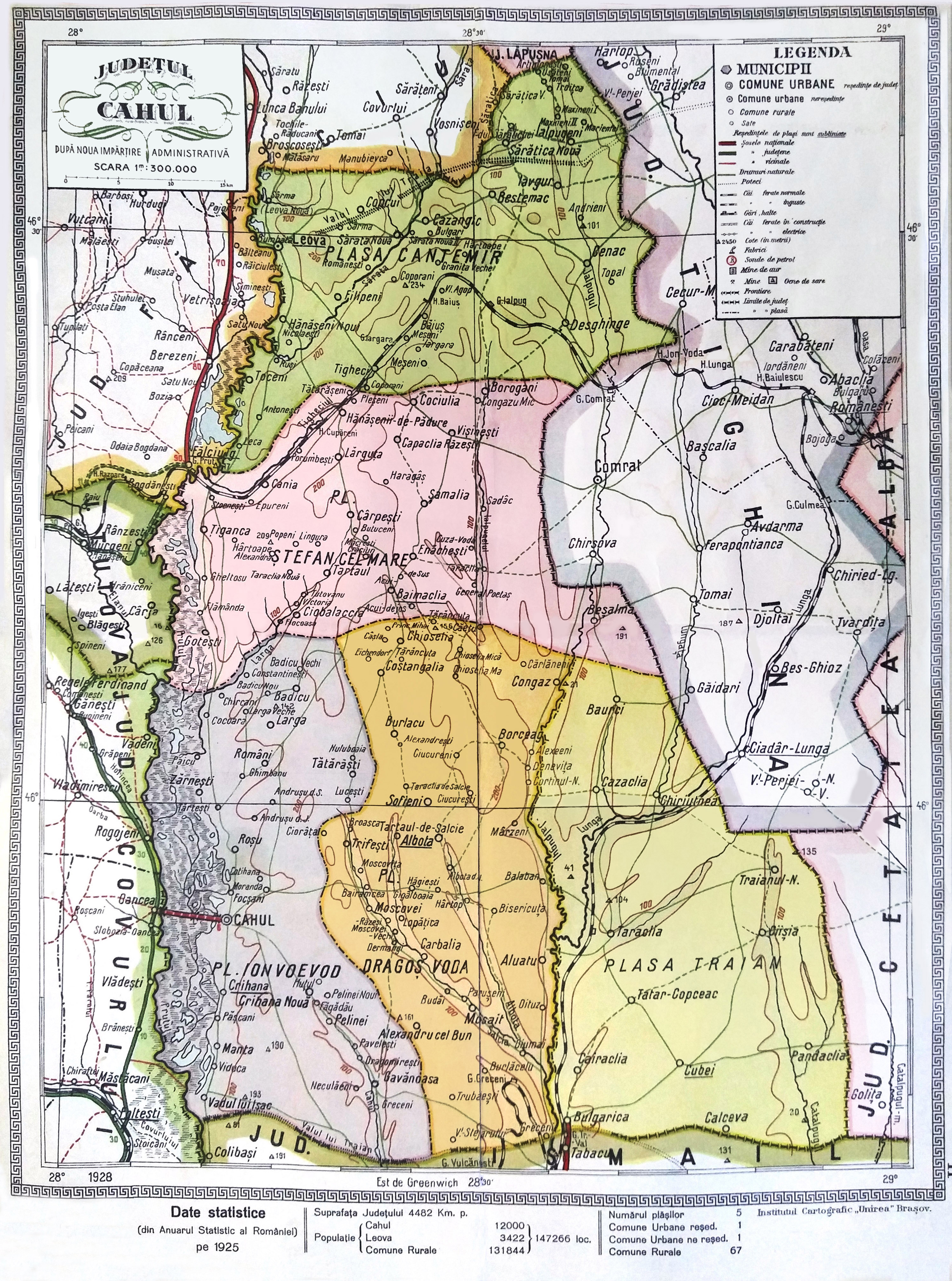
Județul Cahul (hartă școlară din 1925).

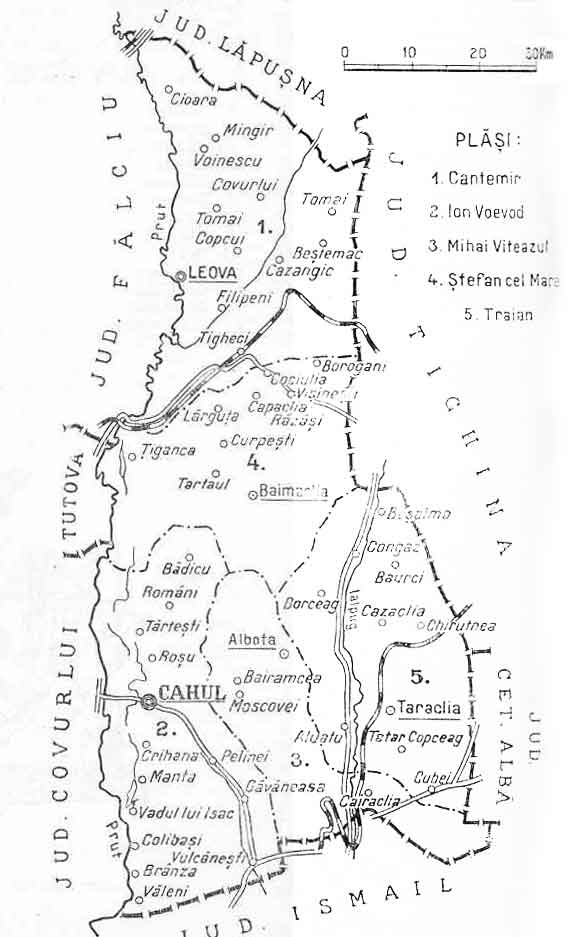
Harta județului, cu dispunerea și denumirea plășilor, în anul 1938.

Județul se afla în partea estică a României Mari, în sud-vestul regiunii Basarabia. Județul Cahul se învecina la vest cu județele Covurlui, Tutova și Fălciu, la nord cu județul Lăpușna, la est cu județele Tighina și Cetatea Albă, iar la sud cu județul Ismail. Întinderea sa a suferit modificări în nord, unde o treime din Plasa Cantemir a făcut câtva timp parte din județul Fălciu, și în sud, unde limita cu județul Ismail a fost mutată, comunele Brînza, Colibași, Văleni și Vulcănești trecând în subordinea Cahulului, în timp ce comunele Valea-Stejarului, Grecenii-Burlăcenilor și Bulgărica treceau în subordinea Ismailului; de asemenea Plasa „Dragoș-Vodă” cu reședința la Albota a fost redenumită „Mihai Viteazu”. Teritoriul lui face parte actualmente din Republica Moldova, corespunzând aproximativ raioanelor Cahul, Cantemir, Leova, Taraclia și dolayului Vulcănești din Gagauzia.

## Organizare
Inițial, după anul 1918, teritoriul județului a fost divizat în 4 plăși:
1. Plasa Baimaclia
2. Plasa Cahul
3. Plasa Leova
4. Plasa Vulcănești

În 1925 sunt atestate 5 plăși:
1. Plasa Cantemir
2. Plasa Dragoș-Vodă
3. Plasa Ioan Voevod
4. Plasa Ștefan cel Mare
5. Plasa Traian

La recensământul din 1930 au fost înregistrate 4 plăși:
1. Plasa Cantemir
2. Plasa Ioan Voevod
3. Plasa Ștefan cel Mare
4. Plasa Traian

În anul 1938, județul Cahul era format din următoarele 5 plăși:
1. Plasa Cantemir
2. Plasa Ioan Voevod
3. Plasa Ștefan cel Mare
4. Plasa Traian
5. Plasa Mihai Viteazul.

În 1942, numărul plășilor a fost redus la 4:
1. Plasa Cantemir
2. Plasa Ioan Voevod
3. Plasa Ștefan cel Mare
4. Plasa Traian

Pe teritoriul județului se aflau două comune urbane: Cahul (reședința județului) și Leova (situată în partea nordică).

## Populație
Conform datelor recensământului din 1930 populația județului era de 196.693 de locuitori, dintre care 51,2% români, 17,9% găgăuzi, 14,5% bulgari, 7,5% ruși, 4,4% germani, 2,3% evrei ș.a. Din punct de vedere confesional erau 92,1% ortodocși, 4,3% lutherani, 2,3% mozaici iar restul alte religii.

### Mediul urban
În 1930 populația urbană a județului era de 17.909 locuitori, dintre care 50,5% români, 19,6% ruși, 17,5% evrei, 1,3% ucrainieni, 1,3% bulgari ș.a. Orășenimea era alcătuită din 76,5% ortodocși, 17,5% mozaici, 4,7% ortodocși pe stil vechi, 0,7% romano-catolici ș.a.

## Materiale documentare

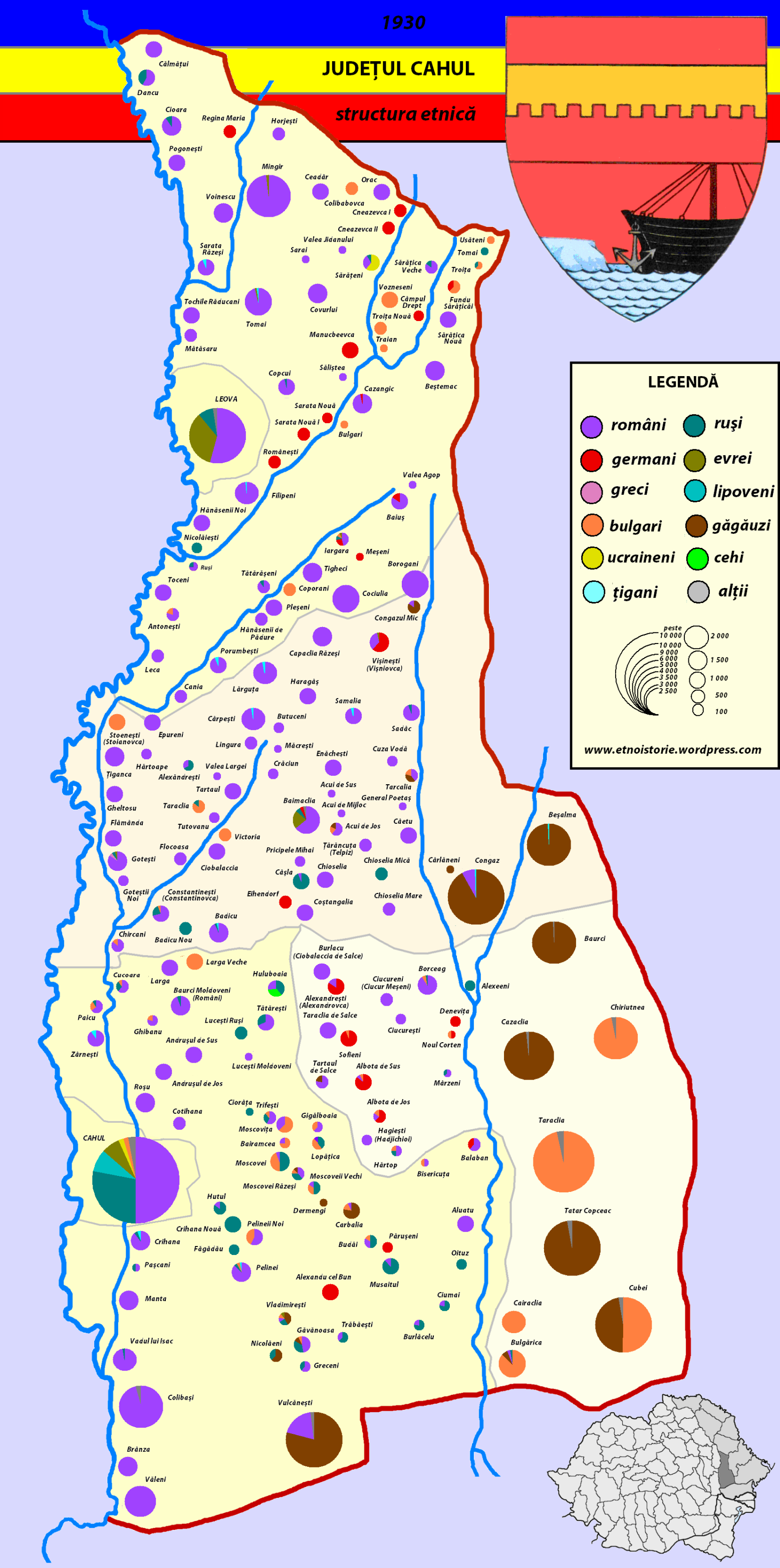
Structura etnică a județului Cahul în anul 1930
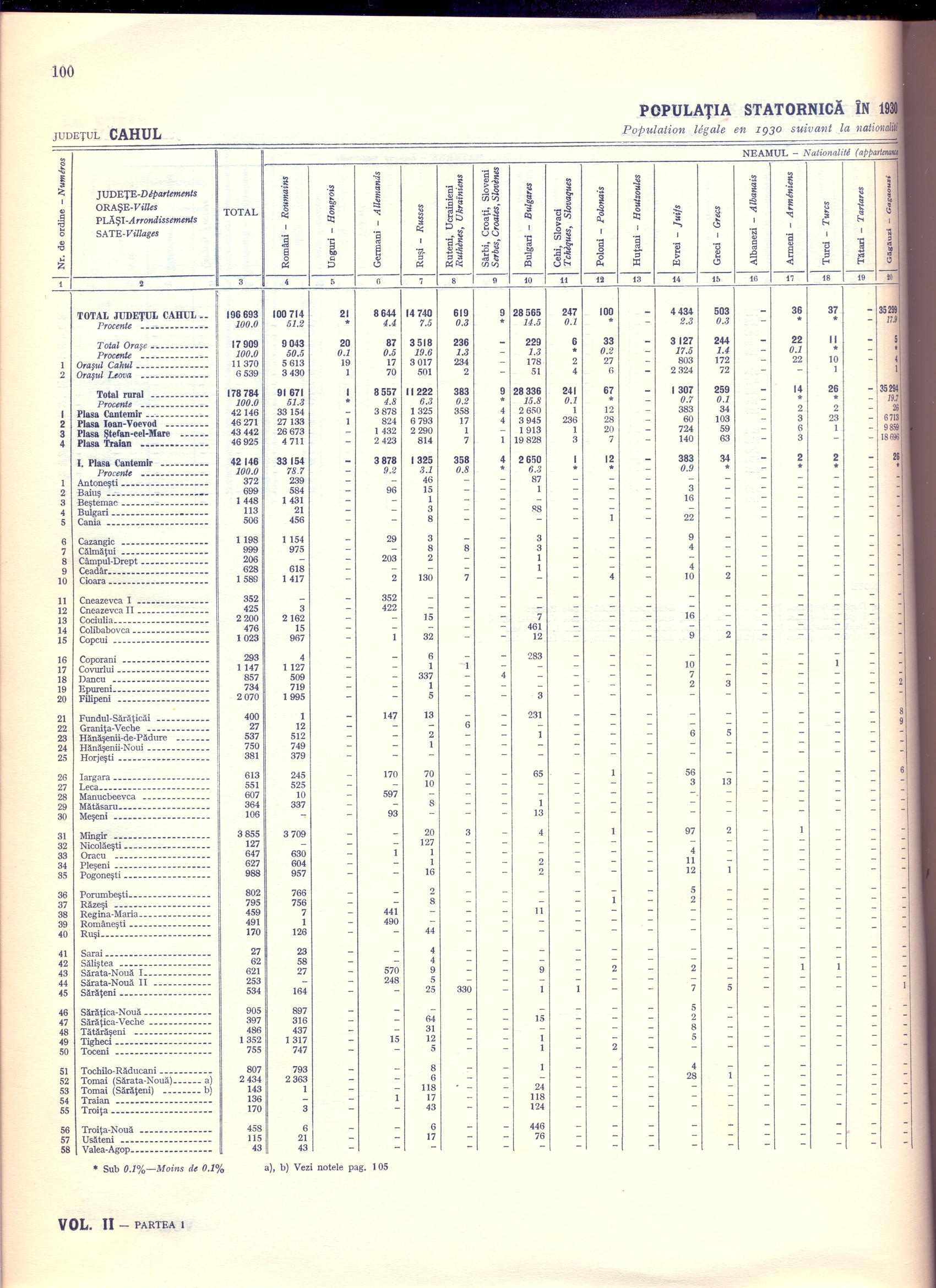
Populația județului în anul 1930, după etnie și limbă maternă